# 투시아 대학교
투시아 대학교(이탈리아어: Università degli Studi della Tuscia, UNISA)는 이탈리아 비테르보에 위치한 대학교이다. 1979년에 설립되었고 6개의 학부로 구성되어있다.

## 구성
- 농업 학부
- 문화유산 학부
- 경제 학부
- 언어와 현대 외국어 문학 학부
- 수학, 물리학 그리고 자연과학 학부
- 사회과학 학부

## 주목할 점
- 오르토 보타니코 델루니베르시타 델라 투시아 - 학내에 존재하는 식물원

## 같이 보기
- 비테르보